# Crkva sv. Marije Magdalene u Čazmi
Crkva sv. Marije Magdalene u Čazmi je romanička crkva nastala početkom 13. stoljeća. Najstariji je sakralni spomenik u Bjelovarsko-bilogorskoj županiji te spomenik visoke vrijednosti.
Prvotna romanička crkva je dovršena 1232. godine u središtu Čazme, koja je bila važno srednjovjekovno sjecište puteva. Zagrebački biskup Stjepan II. Babonić je u Čazmi iste godine, kada je crkva dovršena utemeljio Zborni kaptol s dvanaest kanonika te dao Čazmi status pomoćnog upravnog sjedišta Zagrebačke biskupije. Uz crkvu se nekad nalazio i samostan dominikanaca.
Trobrodna je građevina u obliku križa, s dva zvonika. Križni oblik crkve je jedinstven vrijeme romanike u Europi. Na pročelju je bio izraženi portal i rozeta. Glavni oltar posvećen je sv. Mariji Magdaleni. Ostali oltari su posvećeni Kristovoj Muki, Duhu Svetom, sv. Tri kralja, sv. Stjepanu, Sedam Žalosti Blažene Djevice Marije, Uznesenju Marijinu, sv. Roku i sv. Križu. Crkva je bila devastirana, posebno u vrijeme turskih osvajanja, kada je turski paša Ulama beg harao po Čazmi 1544. godine. U crkvi je bila nadgrobna ploča i posmrtni ostaci hercega Kolomana, koji se borio s Mongolima 1241. godine. To je otkrio Ivan Kukuljević Sakcinski i pisao o tome. U međuvremenu, nadgrobna ploča je nestala. Tijekom stoljeća, crkva je obnavljana, promijenjan je izgled fasade i unutrašnjosti. U obnovi se posebno istakao župnik Ivan Jambreković u 18. stoljeću. Od prvotnog unutarnjeg romaničkog uređenjea nije ništa ostalo. Sačuvani su barokni ukrasi iz 17. i 18. stoljeća te vrlo vrijedne orgulje iz 1767. godine u rokoko stilu, izrađene u Beču, rad Johanna Henckea. 
Oko 1995. godine, počela su istraživanja i obnova, koja još traje. Crkva će izvana biti prezentirana u romaničkom stilu, a unutrašnjost u baroknom. Godine 2003. i 2005. arheološki je istražena. Nađeni su temelji ranijih građevnih faza kao i 136 grobova s obiljem novovjekovnih nalaza (medalje, križevi, krunice, nakit, odjeća i obuća).

## Orgulje
Johann Hencke je izgradio orgulje za crkvu 1767. godine. Glazbalo ima ovu dispoziciju:
| I. manual C/E–c3 |              |    |
| 1.               | Principal    | 4′ |
| 2.               | Wald Flethen | 8′ |
| 3.               | Bordun       | 8′ |
| 4.               | Flauta       | 4′ |
| 5.               | Quint        | 3′ |
| 6.               | Octav        | 2′ |
| 7.               | Mixtur IV    |    |

| II. manual C/E–c3 |           |    |
| 8.                | Principal | 2′ |
| 9.                | Coupel    | 8′ |
| 10.               | Flethen   | 4′ |
| 11.               | Dulcisona | 4′ |

| Pedal C/E–a1 |             |     |
| 12.          | Sub Bass    | 16′ |
| 13.          | Octava Bass | 8′  |
| 14.          | Fagot       | 8′  |

Spojevi: II-I. 

Trakture su mehaničke s kliznicama.